# سكوت برودي (لاعب كرة قدم)
سكوت برودي (بالإنجليزية: Scott Brody)‏ هو لاعب كرة قدم ومدرب كرة قدم أمريكي، ولد في 10 يونيو 1970 في كوينز في الولايات المتحدة.